# Winter-Paralympics 2010/Teilnehmer (Deutschland)
| stlisierte Goldmedaille | stlisierte Silbermedaille | stlisierte Bronzemedaille |
| ----------------------- | ------------------------- | ------------------------- |
| 13                      | 5                         | 6                         |

Deutschland schickte bei den Winter-Paralympics 2010 in Vancouver sechs Athletinnen und vierzehn Athleten an den Start. Fahnenträger bei der Eröffnungsfeier war der nordische Skilangläufer und Biathlet Frank Höfle
.
Erfolgreichste Athleten waren Verena Bentele (5 Goldmedaillen), Gerd Schönfelder (4× Gold, 1× Silber), Martin Braxenthaler (3× Gold, 1× Silber) und Wilhelm Brem (1× Gold).

## Erfolge

### Medaillenspiegel
| Rang   | Sportart    | G  | S | B | Gesamt |
| ------ | ----------- | -- | - | - | ------ |
| 1      | Ski Alpin   | 7  | 4 | 4 | 15     |
| 2      | Biathlon    | 3  | 0 | 2 | 5      |
| 3      | Skilanglauf | 3  | 1 | 0 | 4      |
| Gesamt | Gesamt      | 13 | 5 | 6 | 24     |

### Medaillengewinner
| Name/n                                        | Sportart    | Wettkampf                           |
| --------------------------------------------- | ----------- | ----------------------------------- |
| Gold                                          |             |                                     |
| Verena Bentele & Thomas Friedrich (Guide)     | Biathlon    | 3 km Verfolgung, sehbehindert       |
| Verena Bentele & Thomas Friedrich (Guide)     | Biathlon    | 12,5 km Einzel, sehbehindert        |
| Verena Bentele & Thomas Friedrich (Guide)     | Skilanglauf | 15 km Freistil, sehbehindert        |
| Verena Bentele & Thomas Friedrich (Guide)     | Skilanglauf | 5 km klassisch, sehbehindert        |
| Verena Bentele & Thomas Friedrich (Guide)     | Skilanglauf | 1 km Sprint klassisch, sehbehindert |
| Martin Braxenthaler                           | Ski Alpin   | Slalom, sitzend                     |
| Martin Braxenthaler                           | Ski Alpin   | Riesenslalom, sitzend               |
| Martin Braxenthaler                           | Ski Alpin   | Super-Kombination, sitzend          |
| Wilhelm Brem & Florian Grimm (Guide)          | Biathlon    | 12,5 km Einzel, sehbehindert        |
| Gerd Schönfelder                              | Ski Alpin   | Abfahrt, stehend                    |
| Gerd Schönfelder                              | Ski Alpin   | Super-G, stehend                    |
| Gerd Schönfelder                              | Ski Alpin   | Riesenslalom, stehend               |
| Gerd Schönfelder                              | Ski Alpin   | Super-Kombination, stehend          |
| Silber                                        |             |                                     |
| Martin Braxenthaler                           | Ski Alpin   | Super-G, sitzend                    |
| Andrea Eskau                                  | Skilanglauf | 5 km klassisch, sitzend             |
| Andrea Rothfuss                               | Ski Alpin   | Slalom, stehend                     |
| Andrea Rothfuss                               | Ski Alpin   | Riesenslalom, stehend               |
| Gerd Schönfelder                              | Ski Alpin   | Slalom, stehend                     |
| Bronze                                        |             |                                     |
| Andrea Eskau                                  | Biathlon    | 10 km Einzel, sitzend               |
| Josef Giesen                                  | Biathlon    | 10 km Einzel, stehend               |
| Gerd Gradwohl & Karl-Heinz Vachenauer (Guide) | Ski Alpin   | Abfahrt, sehbehindert               |
| Andrea Rothfuss                               | Ski Alpin   | Abfahrt, stehend                    |
| Andrea Rothfuss                               | Ski Alpin   | Super-G, stehend                    |
| Anna Schaffelhuber                            | Ski Alpin   | Super-G, sitzend                    |

### Erfolgsprämien
Für besonders erfolgreiche Sportler wurden durch die Stiftung Deutsche Sporthilfe – wie auch bereits bei Spielen zuvor – Erfolgsprämien für die Plätze eins bis acht ausgelobt.

## Teilnehmer nach Sportarten

### Ski Alpin
Damen:
- Andrea Rothfuß
Slalom, stehend: Silber 
Riesenslalom, stehend: Silber 
Abfahrt, stehend: Bronze 
Super-G, stehend: Bronze
- Anna Schaffelhuber
Slalom, sitzend: 4. Platz
Riesenslalom, sitzend: 7. Platz
Super-G, sitzend: Bronze

Herren:
- Martin Braxenthaler
Slalom, sitzend: Gold 
Riesenslalom, sitzend: Gold 
Abfahrt, sitzend: DNF
Super-G, sitzend: Silber 
Super-Kombination, sitzend: Gold
- Gerd Gradwohl & Karl-Heinz Vachenauer (Guide)
Slalom, sehbehindert: 9. Platz
Abfahrt, sehbehindert: Bronze 
Super-G, sehbehindert: 11. Platz
- Franz Hanfstingl
Slalom, sitzend: DNF
Abfahrt, sitzend: 14. Platz
Super-G, sitzend: 17. Platz
Super-Kombination, sitzend: 11. Platz
- Thomas Nolte
Riesenslalom, sitzend: 13. Platz
Abfahrt, sitzend: 4. Platz
Super-G, sitzend: 14. Platz
Super-Kombination, stehend: DSQ
- Gerd Schönfelder
Slalom, stehend: Silber 
Riesenslalom, stehend: Gold 
Abfahrt, stehend: Gold 
Super-G, stehend: Gold 
Super-Kombination, stehend: Gold
- Kevin Wermeester
Slalom, stehend: 21. Platz
Abfahrt, stehend: DNF
Super-G, stehend: 23. Platz
Super-Kombination, stehend: 7. Platz

### Ski Nordisch (BiathlonundSkilanglauf)
Damen:
- Verena Bentele & Thomas Friedrich (Guide)
Biathlon: 3 km Verfolgung, sehbehindert: Gold 
Biathlon: 12,5 km, sehbehindert: Gold 
Langlauf: 15 km Freistil, sehbehindert: Gold 
Langlauf: 5 km klassisch, sehbehindert: Gold 
Langlauf: 1 km Sprint klassisch, sehbehindert: Gold
- Andrea Eskau
Biathlon: 2,4 km Verfolgung, sitzend: 6. Platz
Biathlon: 10 km, sitzend: Bronze 
Langlauf: 10 km, sitzend: 8. Platz
Langlauf: 5 km, sitzend: Silber

Herren:
- Wilhelm Brem & Florian Grimm (Guide)
Biathlon: 3 km Verfolgung, sehbehindert: 4. Platz
Biathlon: 12,5 km, sehbehindert: Gold 
Langlauf: 20 km Freistil, sehbehindert: 4. Platz
- Josef Giesen
Biathlon: 3 km Verfolgung, stehend: 4. Platz
Biathlon: 12,5 km, stehend: Bronze
- Frank Höfle & Johannes Wachlin (Guide)
Langlauf: 20 km Freistil, sehbehindert: 5. Platz
Langlauf: 10 km klassisch, sehbehindert: 7. Platz
Langlauf: 1 km Sprint klassisch, sehbehindert: 4. Platz
- Thomas Oelsner
Biathlon: 12,5 km, stehend: 10. Platz
Langlauf: 20 km Freistil, stehend: 10. Platz
Langlauf: 10 km klassisch, stehend: 21. Platz
- Tino Uhlig
Langlauf: 20 km Freistil, stehend: 12. Platz
Langlauf: 10 km klassisch, stehend: 5. Platz

### Rollstuhlcurling
- Jens Gäbel
- Astrid Hoer
- Jens Jäger
- Marcus Sieger
- Christiane Steger